# Giochi della X Olimpiade
I Giochi della X Olimpiade (in inglese Games of the X Olympiad), informalmente Los Angeles 1932, si tennero a Los Angeles (Stati Uniti) dal 30 luglio al 14 agosto 1932.

## Sviluppo e preparazione

### Organizzazione
L'organizzazione fu assegnata all'unica città candidata, ovvero Los Angeles: i giochi ritornarono così negli Stati Uniti a ventotto anni di distanza dalla fallimentare esperienza di Saint Louis 1904, che aveva rischiato di compromettere il futuro dei Giochi olimpici per la pessima organizzazione e per lo scarso interesse suscitato dalla manifestazione. Si consideri che Los Angeles fino ad una ventina di anni prima era solamente un piccolo villaggio di poche migliaia di abitanti, e solo di recente si era sviluppata fino a raggiungere un milione di abitanti. 

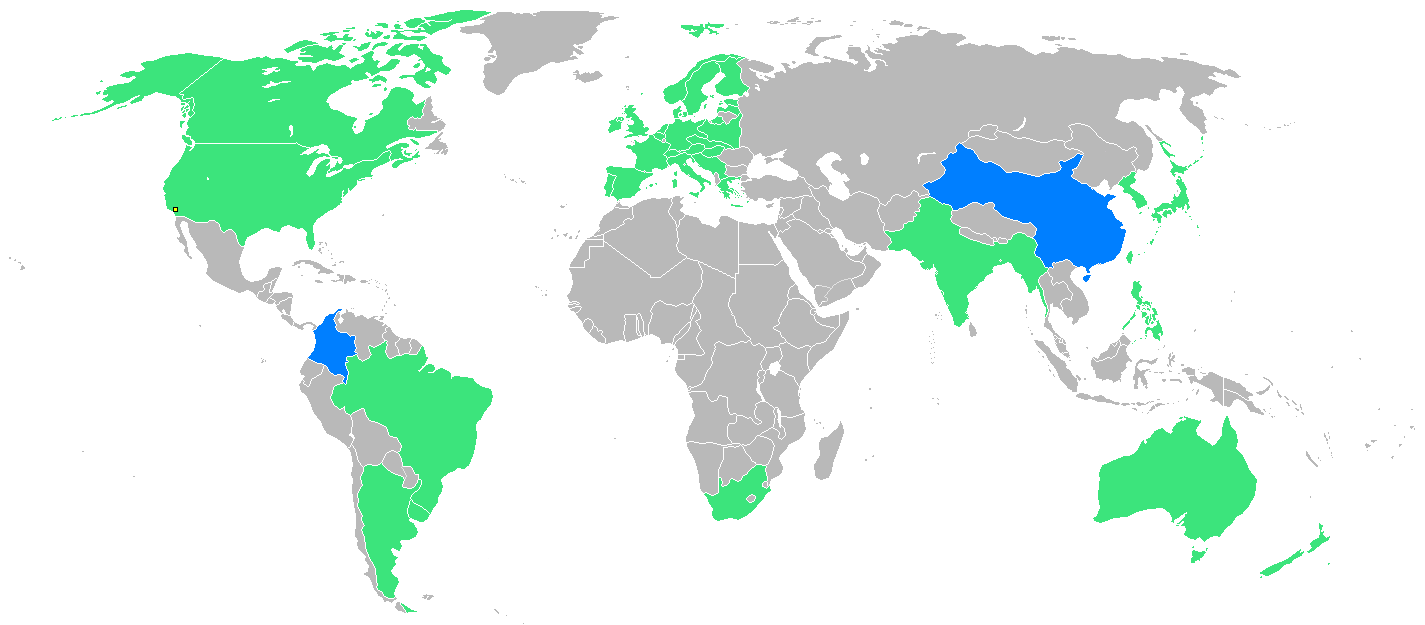
Nazioni partecipanti ai giochi olimpici di Los Angeles 1932

Tenuti durante la Grande depressione che aveva colpito il mondo intero, i Giochi videro partecipare solamente 1.332 atleti, meno della metà di quelli che si erano presentati ad Amsterdam 1928; questo era dovuto alle nuove regole, che imponevano a una nazione di non poter partecipare a una singola gara con più di tre atleti, e all'impossibilità di alcuni stati di prendersi carico le spese per il lungo viaggio fino al lontano Ovest. Per la prima volta tutte le competizioni si svolsero nei canonici 14 giorni, dal 30 luglio al 14 agosto, sebbene infatti anche le Olimpiadi precedenti si siano tenute ufficialmente in due settimane circa, molti tornei erano già iniziati e alcuni addirittura terminati.
Tra le discipline venne escluso il calcio, che verrà riabilitato però quattro anni dopo. Furono però introdotti i 50 chilometri di marcia e il lancio del giavellotto. La qualità tecnica degli impianti raggiunse livelli a quel tempo eccezionali: i cronometri elettrici erano di nuova concezione, delle cineprese speciali erano poste sul traguardo in modo da risolvere le incertezze sugli ordini d'arrivo, che da quel tempo si ridussero notevolmente, inoltre per l'acustica vi erano ben 23 altoparlanti, un numero elevatissimo all'epoca e, inoltre, per facilitare il compito dei giudici, furono introdotti anche il fotofinish e il calcolo dei centesimi di secondo.
Eppure proprio le disattenzioni dei giudici destarono malumori: nella finale dei 3.000 siepi, gli atleti corsero un giro in più, ma la gara fu omologata. Inoltre, le corsie non erano state ben disegnate, e molte gare risultarono essere praticamente falsate: nei 200 metri il podio fu tutto statunitense, ma mentre l'oro Eddie Tolan aveva corso in realtà per soli 198 metri, il terzo classificato Ralph Metcalfe ne aveva percorsi più di 201. Nella finale di scherma femminile, poi, fu la stessa britannica Judy Guinness a spiegare ai giudici di aver subito due stoccate dall'avversaria, l'austriaca Ellen Preis-Müller, che vinse così l'oro. Infine, nel lancio del disco, un giudice distratto dalla concomitante gara di salto con l'asta, non seguì e dunque non convalidò il tiro del francese Jules Noël, che gli avrebbe valso il podio.

### Sedi di gara

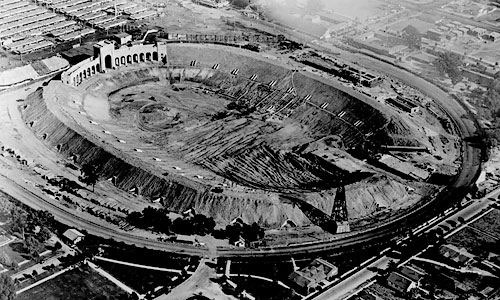
La costruzione del Los Angeles Memorial Coliseum nel 1922

Gli Stati Uniti d'America, nonostante la grave crisi economica di quel tempo, ce la misero tutta per organizzare un'Olimpiade tale da far cancellare il brutto ricordo dei Giochi olimpici che si erano tenuti a Saint Louis nel 1904. Diversi luoghi vennero totalmente costruiti, come la piscina e il velodromo, altri vennero notevolmente ampliati come il Los Angeles Memorial Coliseum, il gigantesco stadio da 105.000 posti che all'epoca fu lo stadio più grande ad avere mai ospitato un'Olimpiade.
- Exposition Park - Equitazione
- Los Angeles Memorial Coliseum - Atletica leggera, Lacrosse, Equitazione, Hockey, Ginnastica,
- Stadio di nuoto - Tuffi, Pentathlon moderno (nuoto), Nuoto, Pallanuoto
- Armeria di stato 160th regiment - Scherma, Pentathlon moderno (scherma)
- Olympic Auditorium - Boxe, Pugilato, Sollevamento pesi
- Rose Bowl di Pasadena - Ciclismo
- Riverside Drive, Griffith Park - 50 km a piedi
- Los Angeles Harbor - Vela
- Stadio marino di Long Beach - Canottaggio
- Gamma pistola della polizia di Los Angeles - Tiro, Pentathlon moderno
- Riviera Country Club - equitazione (dressage, concorso completo), Pentathlon moderno (equitazione)

#### Il villaggio olimpico
Il villaggio olimpico dell'Olimpiade di Los Angeles, il primo nella storia dei giochi, si rivelò uno dei più belli mai realizzati per un'Olimpiade. Esso era costituito da ben 550 casette in legno di colore bianco e rosa, immerse nel verde con una stupenda vista sull'Oceano Pacifico. Vi erano inoltre ben 12 campi da tennis e 12 piscine. Questo giardino dell'eden era riservato esclusivamente agli uomini: alle donne invece era riservato un normalissimo albergo.
Nonostante la bellezza del villaggio olimpico il numero dei partecipanti diminuì molto rispetto all'Olimpiade precedente, e le nazioni partecipanti passarono da 44 a 37.

### Simboli

#### Mascotte
Nelle prime fasi della costruzione del Villaggio Olimpico, apparve un cane, con alcune fonti che sostengono che sia nato lo stesso giorno in cui iniziarono i lavori, il 2 gennaio 1932. Ribattezzato Smoky, venne adottato dal comitato organizzativo, diventando la mascotte del Villaggio Olimpico e, successivamente, dell'evento generale. Divenne immediatamente estremamente popolare tra tutte le delegazioni olimpiche in visita, posando con atleti di tutte le nazioni.
Smoky è stato la prima mascotte dei Giochi olimpici, oltre che ad essere attualmente l'unica ad essere stata un animale vero. Le successive edizioni non ebbero mascotte, dovendo aspettare i X Giochi olimpici invernali di Grenoble nel 1968 per ritrovarne una, ovvero Schuss.

## I Giochi

### Discipline
Ai Giochi della X Olimpiade furono presenti i seguenti sport:

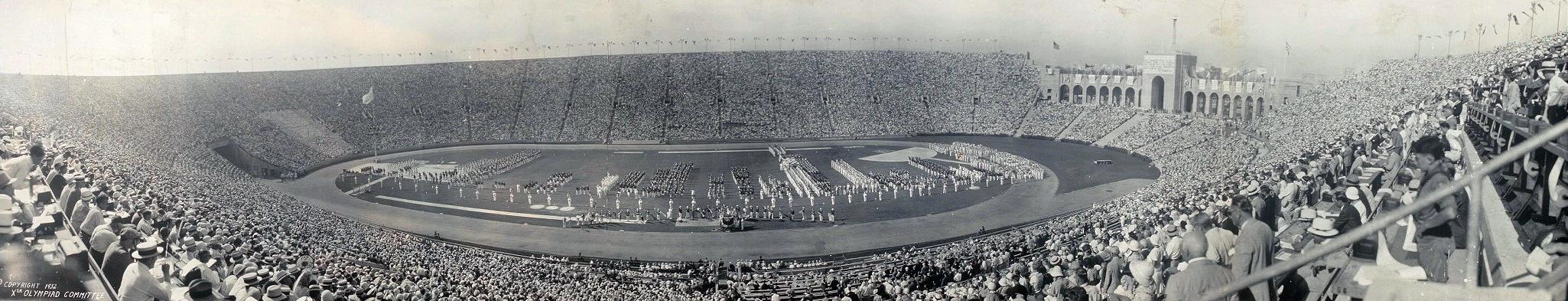
Veduta panoramica dello stadio Olimpico di Los Angeles durante la cerimonia di apertura dei giochi olimpici del 1932

| - Atletica leggera - Canottaggio - Ciclismo - Equitazione - Football americano (dimostrazione) - Ginnastica | - Hockey su prato - Lacrosse (dimostrazione) - Lotta - Nuoto, Pallanuoto e Tuffi - Pentathlon moderno - Pugilato | - Sollevamento pesi - Scherma - Tiro a segno - Vela |

## Risultati

### Medagliere
Nonostante la riduzione degli atleti, la competizione fu accesissima e ben 18 record mondiali furono battuti. Da segnalare l'exploit dell'Italia, seconda nel medagliere con 36 medaglie totali egualmente distribuite tra i vari piazzamenti, dietro agli inarrivabili Stati Uniti, che si rifecero in casa della cocente delusione subita quattro anni prima, quasi raddoppiando il numero degli ori. Il successo della spedizione italiana fu causato da alcuni fattori, tra i quali annoveriamo i nuovi costumi del regime fascista che previde di mantenere a spese dello Stato gli atleti emergenti per consentire loro di allenarsi a tempo pieno senza preoccupazioni economiche; difatti risultavano impiegati in enti vari, ma in realtà il loro compito era, fondamentalmente, quello di prepararsi alle gare.
In seguito, altre nazioni, come la Germania hitleriana e l'Unione Sovietica, seguiranno la prassi del "dilettantismo di Stato".

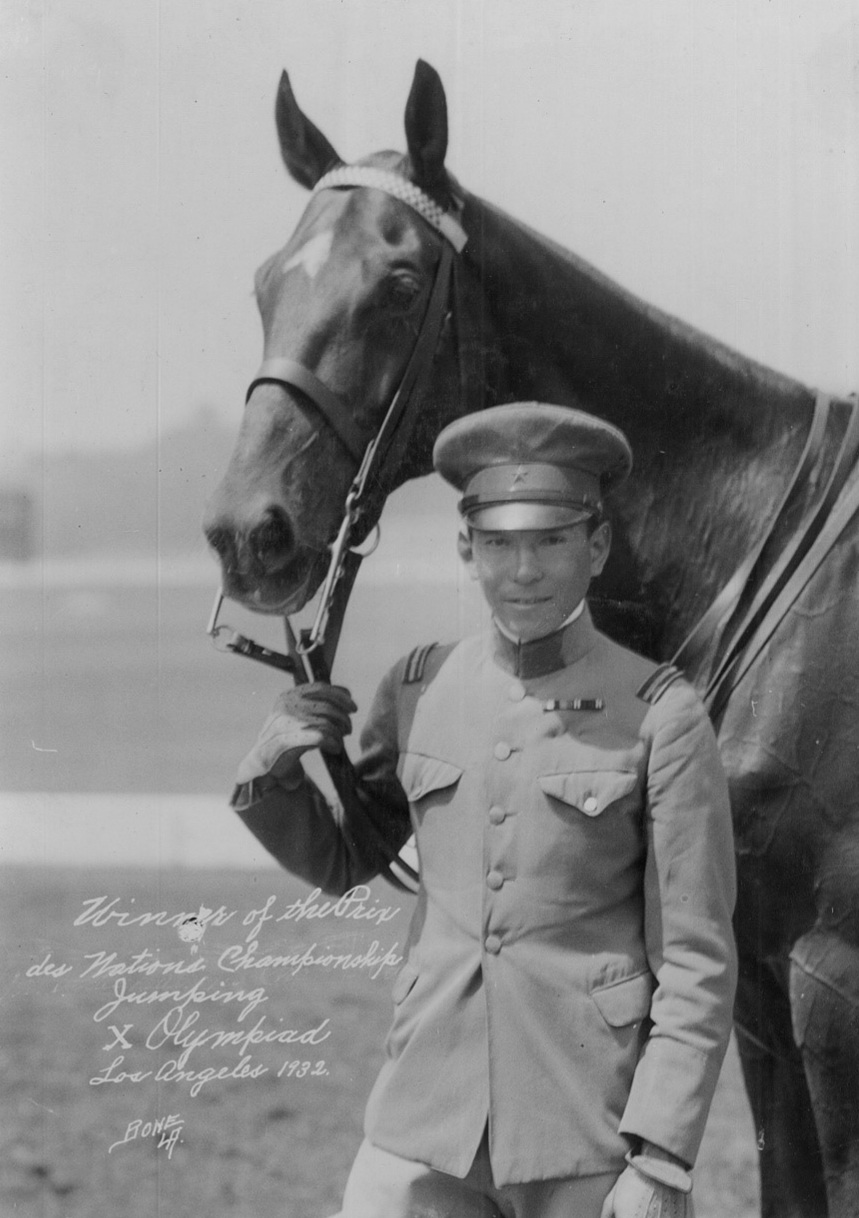
Takeichi Nishi e il suo cavallo Uranus

| Posizione | Paese            |     |     |     | Totale |
| --------- | ---------------- | --- | --- | --- | ------ |
| 1         | Stati Uniti      | 41  | 32  | 30  | 103    |
| 2         | Italia           | 12  | 12  | 12  | 36     |
| 3         | Francia          | 10  | 5   | 4   | 19     |
| 4         | Svezia           | 9   | 5   | 9   | 23     |
| 5         | Giappone         | 7   | 7   | 4   | 18     |
| 6         | Ungheria         | 6   | 4   | 5   | 15     |
| 7         | Finlandia        | 5   | 8   | 12  | 25     |
| 8         | Gran Bretagna    | 4   | 7   | 5   | 16     |
| 9         | Germania         | 3   | 12  | 5   | 20     |
| 10        | Australia        | 3   | 1   | 1   | 5      |
| 11        | Argentina        | 3   | 1   | 0   | 4      |
| 12        | Canada           | 2   | 5   | 8   | 15     |
| 13        | Paesi Bassi      | 2   | 5   | 1   | 8      |
| 14        | Polonia          | 2   | 1   | 4   | 7      |
| 15        | Sudafrica        | 2   | 0   | 3   | 5      |
| 16        | Irlanda          | 2   | 0   | 0   | 2      |
| 17        | Cecoslovacchia   | 1   | 2   | 1   | 4      |
| 18        | Austria          | 1   | 1   | 3   | 5      |
| 19        | India Britannica | 1   | 0   | 0   | 1      |
| 20        | Danimarca        | 0   | 3   | 2   | 5      |
| 21        | Messico          | 0   | 2   | 0   | 2      |
| 22        | Lettonia         | 0   | 1   | 0   | 1      |
| 22        | Nuova Zelanda    | 0   | 1   | 0   | 1      |
| 22        | Svizzera         | 0   | 1   | 0   | 1      |
| 25        | Filippine        | 0   | 0   | 3   | 3      |
| 26        | Spagna           | 0   | 0   | 1   | 1      |
| 26        | Uruguay          | 0   | 0   | 1   | 1      |
| Totale    | Totale           | 116 | 116 | 114 | 346    |

### Protagonisti
- Babe Didrikson-Zaharias vince l'oro nel lancio del giavellotto e negli 80 m ostacoli, nonché l'argento nel salto in alto, diventando la prima grande campionessa sportiva femminile.
- Il ginnasta Romeo Neri, ex-nuotatore, pugile e sollevatore di pesi, è oro nel concorso generale individuale, in quello a squadre e nelle parallele.
- Nel nuoto i giapponesi trionfano in cinque gare su sei.
- Eddie Tolan vince sia i 100 m che i 200 m.
- Helene Madison vince tre medaglie d'oro nel nuoto.
- Takeichi Nishi (Baron Nishi) e il suo cavallo Uranus vincono l'oro nel salto ostacoli individuale: è l'unica medaglia d'oro giapponese nell'equitazione, fino a oggi. Nishi morirà nel 1945 nella difesa dell'Isola di Iwo Jima. Egli è uno dei personaggi principali nel film di Clint Eastwood Lettere da Iwo Jima.
- L'Italia occupa la seconda posizione nel medagliere dietro gli Stati Uniti d'America: un risultato mai prima raggiunto e mai più ripetuto in nessun'altra edizione dei Giochi olimpici.

## Curiosità
- L'inno britannico God Save the King fu suonato ben dodici volte durante le premiazioni, nonostante le medaglie d'oro britanniche siano state soltanto quattro. Infatti, oltre al Regno Unito, anche Canada, Australia, Sudafrica e India, in quanto membri dell'Impero britannico, lo utilizzavano come inno nazionale.
- Nel torneo di hockey si presentarono solo tre squadre: l'India, che arrivò prima, il Giappone, che fu secondo, e gli Stati Uniti, che persero tutte le gare, ma che comunque ottennero un bronzo.